# Conger
Conger hay cá lịch là một chi cá chình trong họ Congridae

## Các loài
- Conger cinereus Rüppell, 1830 (longfin African conger)
- Conger conger (Linnaeus, 1758) (European conger)
- Conger erebennus (D. S. Jordan & Snyder, 1901)
- Conger esculentus Poey, 1861 (grey conger)
- Conger japonicus Bleeker, 1879 (beach conger)
- Conger macrocephalus Robert H. Kanazawa, 1958
- Conger myriaster (Brevoort, 1856) (whitespotted conger)
- Conger oceanicus (Mitchill, 1818) (American conger)
- Conger oligoporus Kanazawa, 1958
- Conger orbignianus Valenciennes, 1842 (Argentine conger)
- Conger philippinus Kanazawa, 1958
- Conger triporiceps Kanazawa, 1958 (manytooth conger)
- Conger verreauxi Kaup, 1856 (southern conger)
- Conger wilsoni (Bloch & J. G. Schneider, 1801) (Cape conger)